# Kabullök
Kabullök (Allium macleanii) är en flerårig växtart i släktet lökar och familjen amaryllisväxter. Den beskrevs av John Gilbert Baker. Inga underarter finns listade i Catalogue of Life.

## Utbredning
Kabullöken växer vilt från Centralasien och nordöstra Afghanistan till Nepal. Den odlas även som prydnadsväxt i andra delar av världen.